# Galápagos-Schildreisratte
Die Galápagos-Schildreisratte oder Galápagos-Küsten-Reisratte (Aegialomys galapagoensis) ist ein Nagetier in der Familie der Wühler (Cricetidae). Die Art ist ein Endemit der nur 24 km² großen Insel Santa Fé, die zu den Galapagosinseln zählt.

## Verbreitung und Taxonomie
In George Robert Waterhouses Erstbeschreibung der Art ist angegeben, dass der Holotyp von der Insel Santa Cruz stammt. Spätere Expeditionen fanden die Galápagos-Schildreisratte dagegen nur auf den Inseln Santa Fé und San Cristóbal, wobei die Population auf letztgenannter Insel schon nach kurzer Zeit ausgestorben war. Als Ursache wird die Konkurrenz von eingeführten Nagetieren, wie Hausratte und Hausmaus, angesehen. Die Bestände auf den beiden Inseln wurden gelegentlich als eigenständige Arten oder Unterarten eingestuft.
- A. g. galapagoensis (Waterhouse, 1839) auf San Cristóbal
- A. g. bauri (Allen, 1892) auf Isla Santa Fé

In anderen Abhandlungen, wie Mammal Species of the World, sind sie als Synonyme gelistet.
Ursprünglich zählte die Galápagos-Schildreisratte zur Gattung der eigentlichen Reisratten (Oryzomys). Laut einer Revision durch Weksler et al. (2006) bildet sie zusammen mit der Gelben Schildreisratte (Aegialomys xanthaeolus) die neu gebildete Gattung Aegialomys.
Mit den Galápagos-Reisratten (Nesoryzomys) ist noch eine weitere Gruppe von Nagetieren endemisch auf den Galapagosinseln vertreten. Sie leben jedoch nicht auf Santa Fé.

## Merkmale
Die Art ähnelt den eigentlichen Reisratten im äußeren Erscheinungsbild. Weibchen sind mit einer Kopf-Rumpf-Länge von etwa 108 mm und einem Gewicht von etwa 55 g kleiner als Männchen. Letztere sind etwa 118 mm und etwa 74 g schwer. Dazu kommt bei beiden Geschlechtern ein etwa gleich langer schmaler Schwanz, der nur spärlich mit Haaren bedeckt ist.

## Lebensweise
Die Landschaft der Insel Santa Fé ähnelt einer Wüste mit Kakteen und vereinzelten Bäumen. Der höchste Punkt liegt auf 259 Meter Meereshöhe.
Die Galápagos-Schildreisratte ist von der Dämmerung bis zum zeitigen Morgen aktiv und hält sich überwiegend auf dem Boden auf. Sie ernährt sich unter anderem von Insekten, von jungen Pflanzentrieben (z. B. von Arten der Gattung Cryptocarpus) und von Fischresten, die Fischer auf den Boden fallen lassen. Allgemein wird angenommen, dass sich dieses Nagetier, wie die anderen Reisratten, bei der Nahrungssuche opportunistisch verhält. Als natürliche Feinde sind Galápagosbussard (Buteo galapagoensis) und Sumpfohreule (Asio flammeus) bekannt. Es ist auch ein Fall dokumentiert, bei dem ein Tausendfüßer der Art Scolopendra galapagoensis ein Jungtier erbeutete.
Zum Paarungsverhalten gibt es unterschiedliche Angaben. Laut einer Studie findet die Paarung in den warmen Monaten von Januar bis Mai statt, wogegen eine andere Studie vorgibt, dass Würfe über das ganze Jahr verteilt vorkommen können. Meist besteht ein Wurf aus drei bis fünf Jungtieren, die bei Geburt nackt und blind sind. Sie öffnen ihre Augen nach etwa 9 Tagen und beginnen nach etwa 13 Tagen mit fester Nahrung. Bei weiteren Details zur Fortpflanzung, wird angenommen, dass sie dem Verhalten der eigentlichen Reisratten entsprechen. Bei diesen sind Weibchen etwa 25 Tage trächtig und Jungtiere werden etwa zwei Wochen gesäugt. Die ältesten bekannten Exemplare der Galápagos-Schildreisratte lebten zwei Jahre.
Dieses Nagetier sorgt vermutlich wie der Santa Fe-Drusenkopf (Conolophus pallidus) und einige Vogelarten für die Ausbreitung der Samen des Balsambaumes Bursera graveolens. Der Bestand des Baumes wurde etwa 60 Jahre lang durch Verbiss von Hausziegen geschädigt. Nachdem die Ziegen 1971 von der Insel entfernt wurden, nimmt die Anzahl der Bäume wieder zu.

## Status
Die Population der Art gilt als stabil oder leicht abnehmend. Da die Galápagos-Schildreisratte auf ein kleines Verbreitungsgebiet beschränkt ist, wird sie von der IUCN als gefährdet (Vulnerable) gelistet. Wichtig ist vor allem, dass keine anderen Nager auf die Insel gelangen.